# Vireo bellii
Vireo bellii е вид птица от семейство Виреонови (Vireonidae). Видът е почти застрашен от изчезване.

## Разпространение
Видът е разпространен в Гватемала, Мексико, Никарагуа, Салвадор, САЩ и Хондурас.